# Wheelmap.org
Wheelmap.org est une carte interactive répertoriant les lieux publics accessibles pour les utilisateurs de fauteuils roulants, partout dans le monde. Elle a été initiée en 2010 par l'Allemand Raúl Krauthausen, un spécialiste en marketing et un entrepreneur social (avec Sozialhelden e.V. (de), une ONG située à Berlin). Un site internet existe, ainsi qu'une application pour iPhone et une application pour Android.

## Source des données
Toutes les données présentées sur le site proviennent de la base de données libre et collaborative OpenStreetMap. Le site permet également de contribuer à l'amélioration des données OpenStreetMap sur la thématique de l'accessibilité.

## Système Tricolore
Un système de feux de circulation simples (tricolores) aident les visiteurs du site à organiser leur séjour en visualisant les lieux accessibles et ceux qui ne le sont pas. 
| Grün |                                        | pour les lieux totalement accessibles   | * entrée: sans marches                                                    |
| Grün | Vert:                                  | pour les lieux totalement accessibles   | * pièces: sans marches                                                    |
| Grün | * toilettes (s'il y en a): accessible  | pour les lieux totalement accessibles   |                                                                           |
| .    |                                        |                                         |                                                                           |
| Gelb |                                        | pour les lieux accessibles en partie    | * entrée: avec une marche ne dépassant pas une hauteur de 7 cm            |
| Gelb | Jaune:                                 | pour les lieux accessibles en partie    | * pièces: seules les pièces les plus importantes sont démunies de marches |
| Gelb | * toilettes (s'il y en a): pas d’accès | pour les lieux accessibles en partie    |                                                                           |
| .    |                                        |                                         |                                                                           |
| Rot  |                                        | pour les lieux totalement inaccessibles | * entrée: avec marche dépassant une hauteur de 7 cm                       |
| Rot  | Rouge:                                 | pour les lieux totalement inaccessibles | * pièces: les pièces les plus importants ne sont pas accessibles          |
| Rot  | * toilettes (s'il y en a): pas d’accès | pour les lieux totalement inaccessibles |                                                                           |

Endroits non marqués (de couleur grise)  montre les endroits qui restent à évaluer, tout le monde peut participer à changer leur statut, à l'actualiser et ajouter des photos.

## Distinctions
- 2010 INCA (Innovative and Creative Application) Award[3]
- 2011 Vodafone's Smart Accessibility Award[4]
- 2011 Werkstatt N - Prix (Conseil de Développement Durable- Allemagne)[5]
- 2012 World Summit Award (section mobile-inclusion & Empowerment)[6]
- 2014 European Award for Social Entrepreneurship and Disability[7]